# باتريك يونغ
باتريك يونغ (بالإنجليزية: Patric Young)‏ مواليد 1 فبراير 1992 في جاكسونفيل، هو لاعب كرة سلة أمريكي. بدأ مسيرته الاحترافية في سنة 2014. يحمل الرقم 4. يبلغ طوله 6 قدم 10.25 بوصة (2.1 م). لعب مع غلطة سراي لكرة السلة ونادي أولمبياكوس لكرة السلة.

## إحصائيات المسيرة

### الدوري الأوروبي
| السنة   | الفريق               | لعب | بدأ | دقيقة | ميداني% | ثلاثية | حرة  | ارتداد | صنع | استلاب | تصدي | نقطة | أداء |
| ------- | -------------------- | --- | --- | ----- | ------- | ------ | ---- | ------ | --- | ------ | ---- | ---- | ---- |
| 2014–15 | غلطة سراي لكرة السلة | 17  | 14  | 24.5  | .602    | .000   | .600 | 6.4    | .6  | .9     | .8   | 8.7  | 13.2 |
| 2015–16 | أوليمبياكوس          | 5   | 5   | 19.4  | .714    | .000   | .667 | 5.0    | .4  | 1.2    | 2.6  | 10.8 | 17.4 |
| المسيرة |                      | 17  | 14  | 24.5  | .602    | .000   | .600 | 6.4    | .6  | .9     | .8   | 8.7  | 13.2 |

## روابط خارجية
- باتريك يونغ على موقع الاتحاد الدولي لكرة السلة (الإنجليزية)
- باتريك يونغ على موقع الدوري الأوروبي لكرة السلة (الإنجليزية)
- باتريك يونغ على موقع سبورتس رفرنس (الإنجليزية)
- باتريك يونغ على موقع كرة السلة الأوروبية.كوم (الإنجليزية)
- باتريك يونغ على موقع DraftExpress.com (الإنجليزية)
- باتريك يونغ على موقع كلية كرة السلة في سبورتس رفرنس.كوم (الإنجليزية)
- باتريك يونغ على موقع ريلجم (الإنجليزية)
- باتريك يونغ على موقع بروبوليرز (الإنجليزية)
- باتريك يونغ على موقع سبورتس رفرنس (الإنجليزية)